# Мачево (Северная Македония)
Мачево (макед. Мачево) — село в Республике Македония, входит в общину Берово.
Село расположено в историко-географическом регионе Малешево, к северо-западу от административного центра общины — города Берово, на берегу реки Брегалница. Высота над уровнем моря — 791 м.

## История
В справочнике Ethnographie des Vilayets d'Andrinople, de Monastir et de Salonique (Этнография вилаетов Адрианополь, Монастир и Салоники) изданном в Константинополе на французском языке в 1873 году, в селе было 100 домохозяйств и население 384 жителя — болгара. В 1900 году здесь проживало 340 болгар (македонцев)—христиан. В 1905 году 264 жителя села были прихожанами церкви Болгарской екзархии, в селе была школа.
В окрестностях села Мачево расположен ряд археологических объектов:
- неолитическое селище — Воднико (см. на македонск.);
- селище эллинистической эпохи — Мачево (см. на македонск.);
- селище древнеримской эпохи — Карагюзлия (см. на македонск.);
- селище древнеримской эпохи — Кремениште (см. на македонск.);
- селище древнеримской эпохи и древнехристианская церковь — Цуцуло (см. на македонск.);
- курган древнеримской эпохи — Мачевски-Чуки (см. на македонск.);
- курган древнеримской эпохи — Могила (см. на македонск.);
- курган древнеримской эпохи — Человеко (см. на македонск.);
- городище позденеантичной эпохи — Градиште (см. на македонск.);
- древнехристианская церковь с некрополем — Гробишта (см. на македонск.);
- древнехристианская церковь — Манастир (см. на македонск.).

## Население
Этническая структура населения в селе по переписи населения 2002 года:
- македонцы — 206 жителей.